# Pfarrkirche Gurten

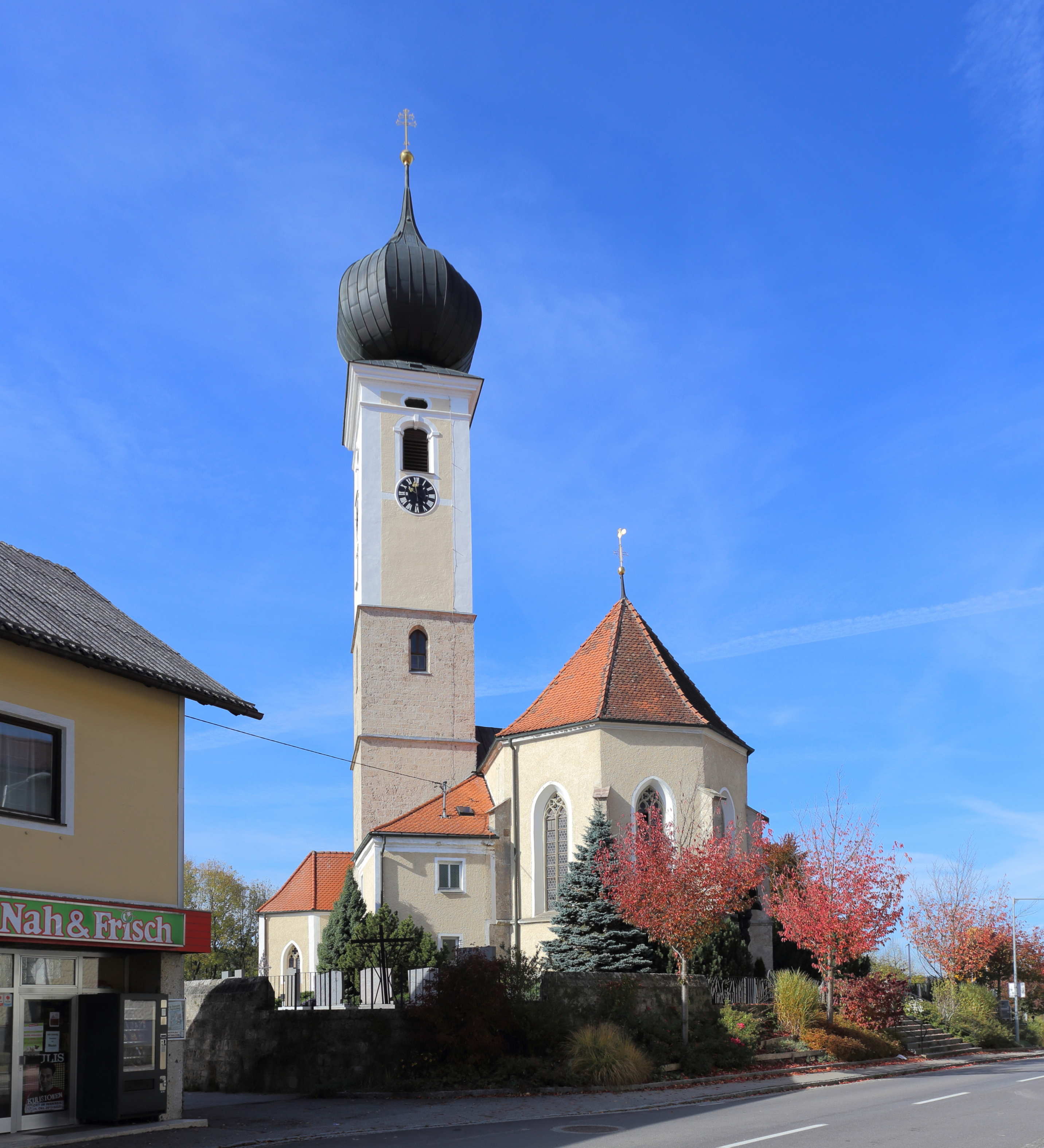
Kath. Pfarrkirche hl. Stephan in Gurten

Die Pfarrkirche Gurten steht in der Gemeinde Gurten in Oberösterreich. Die römisch-katholische Pfarrkirche hl. Stephan gehört zum Dekanat Altheim in der Diözese Linz. Die Kirche steht unter Denkmalschutz (Listeneintrag).

## Geschichte
Eine Kirche wurde 763 urkundlich genannt. 

## Architektur
Der gotische netzrippengewölbte Kirchenbau mit abgetreppten Strebepfeilern hat ein weites dreijochiges Langhaus mit einem zweijochigen südlichen Seitenschiff und einem eingezogenen zweijochigen Chor mit einem Dreiachtelschluss. Der Turm im südlichen Chorwinkel hat ein barockes Obergeschoß und einen Zwiebelhelm aus dem 17. Jahrhundert.

## Ausstattung
Den Hochaltar um 1680/1690 schuf ein Künstler aus dem Umkreis von Thomas Schwanthaler. Den Tabernakel im Rokoko schuf der Waldzeller Bildhauer Ferdinand Schwanthaler (1775). Der Marienaltar im Südschiff aus 1779 trägt Bildwerke von Johann Franz Schwanthaler (1721). Es gibt ein Vortragskreuz und Prozessionsstangen mit leuchtertragenden Engeln im Rokokostil aus dem dritten Viertel des 18. Jahrhunderts. Es gibt einen Reliefgrabstein zu 1665. Die Orgel aus 1878 mit 11 Registern fertigte Franz Sales Ehrlich.